# Johan Christian Ackermann

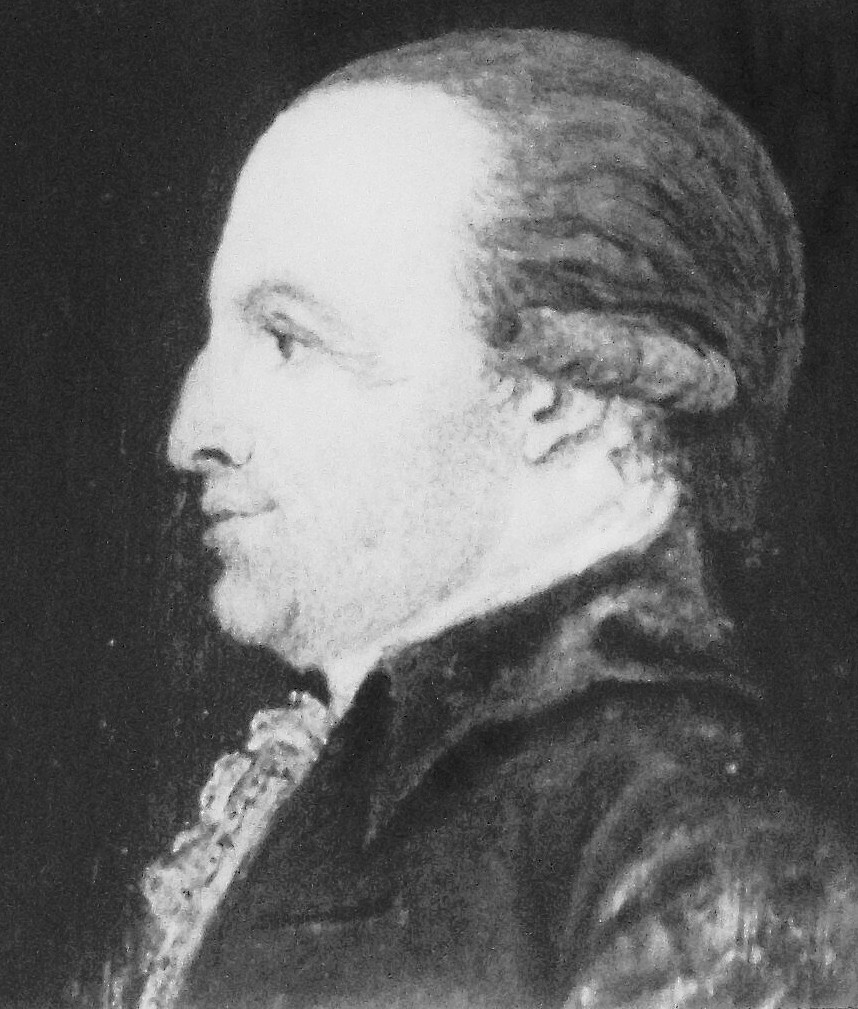
Johan Christian Ackermann.

Johan Christian Ackermann, född 1738 i kurfurstendömet Sachsen i nuvarande Tyskland, död 23 maj 1810 i Haga, Solna kommun, var en svensk trädgårdsarkitekt och kunglig trädgårdsmästare. Hans trädgårdsarkitektur var inspirerad av engelska landskapsparkens stil. 

## Biografi
Johan Christian Ackermann kom till Sverige som 22-åring från Sachsen och fick först anställning i trädgården på Ekolsund. Efter en dispyt med sin chef öppnade han ett eget trädgårdsmästeri. Sedermera blev Ackermann föreståndare för de kungliga trädgårdarna vid Karlbergs slott. År 1785 tog han över ledarskapet för Hagaparkens fortsatta anläggningsarbeten efter Fredrik Magnus Piper. Åren 1787–1790 arbetade Ackermann med Hagaparkens kanaler och holmar och fram till år 1800 planterades 26 000 träd som hade odlats i parkens båda egna plantskolor.
Ackermann anlitades också av Samuel af Ugglas för gestaltningen av Forsmarks engelska park.
År 1788 blev han invald i Patriotiska sällskapet och 1792 i Vetenskapsakademien. År 1807 utgav Ackerman en praktisk handbok i trädgårdsskötsel med titeln: Practisk afhandling om vilda träds såning, plantering ochg skötsel samt vidare behandlande och hushållning, jemte ett kort tillägg om svenske bär-buskar. Till den svenska allmänhetens tjenst framgifven af Joh. Chr. Ackermann ... Stockholm,: tryckt hos C.F. Marquard, 1807.